# Mathurin-Joseph Brisset
Mathurin-Joseph Brisset (Dreux, 22 novembre 1792 – Parigi, 7 giugno 1856) è stato uno scrittore, poeta, drammaturgo e giornalista politico francese.

## Biografia
Figlio di Mathurin Brisset, funzionario municipale di Dreux e giudice aggiunto presso il tribunale distrettuale di Dreux, e di Scholastique Rouvin, è nato a Dreux (Eure-et-Loir), in rue des Embûches, il 22 novembre 1792 . Il nonno paterno è stato un capitano di fanteria.
Realista, al ritorno dei Borboni nel 1815, si arruolò nelle guardie del corpo della Compagnia d'Havré. Successivamente divenne ufficiale di fanteria e prese parte alla campagna di Spagna (1823) ottenendo la croce di cavaliere di prima classe dell'Ordine di San Ferdinando.
Caduti i Borboni, lasciò l'esercito e si unì alla Gazette de France come critico politico, di cui divenne caporedattore. Qui curò anche la critica teatrale.
Pubblicò anche un gran numero di romanzi storici e le sue opere furono rappresentate sui più grandi palcoscenici parigini (Théâtre des Nouveaux, Théâtre du Vaudeville, Théâtre de la Porte Saint-Martin, al Théâtre du Gymnase Marie-Bell, ecc.).
Visse a Parigi, ma si recò  regolarmente nella sua tenuta di Nos a Fermaincourt, comune di Cherisy (Eure-et-Loir) dove ricevette Alfred de Musset .

### Vita privata
Sposato a Parigi il 20 febbraio 1832 con Claire Pannier che ha scritto sotto il nome di Sophie des Nos, ha cinque figli. Una delle sue nipoti sposò il politico Louis Rollin .

## Opere
- 1816: Les Dames du lis, poème;
- 1818: La Statue de Henri IV, ode;
- 1818: La Salle des maréchaux;
- 1820: La Messe de délivrance;
- 1820: Ernest;
- 1821: Le Traité de paix, commedia-vaudeville in 1 atto, con Achille d'Artois;
- 1822: Le Départ d'une diligence, tableau episodico in 1 atto, misto a vaudevilles, con Edmond Rochefort;
- 1822: Honneur et Séduction, melodramma in 3 atti, con Louis-Charles Caigniez;
- 1822: Le Zodiaque de Paris, à propos du Zodiaque de Denderah, vaudeville-episodico in 1 atto, con Ferdinand Langlé;
- 1823: Le Magasin de lumière, scene à-propos dell'illuminazione a gas, con Ferdinand Langlé, Ramond de la Croisette e Emmanuel Théaulon;
- 1824: Le Retour à la ferme, commedia-vaudeville in 1 atto, con Achille d'Artois;
- 1825: Madrid, ou Observations sur des mœurs et usages des Espagnols au commencement du XIX siècle, con Théodore Anne;
- 1825: Les Singes, ou la Parade dans le salon, vaudeville in 1 atto, con Espérance Hippolyte Lassagne e Edmond Rochefort;
- 1826: La Pêche de Vulcain, ou l'Île des fleuves, vaudeville, con Lassagne e Rochefort;
- 1827: Le Coureur de veuves, commedia in 2 atti;
- 1827: Les Dernières Amours, tableau-vaudeville in 1 atto;
- 1827: Les Rendez-vous, commedia-vaudeville, musica di Philippe-Alexis Béancourt;
- 1827: Paris et Londres, commedia in 4 quadri, con Armand d'Artois;
- 1828: Le Peintre et le Courtisan, commedia-vaudeville aneddotica in 1 atto;
- 1828: L'Anneau de la fiancée, dramma-lirico in 3 atti, musica di Felice Blangini;
- 1829: Angiolina ou la Femme du doge, dramma in 3 atti, con Emmanuel Théaulon;
- 1829: Les Deux Raymond, ou les Nouveaux Ménechmes, romanzo in 6 capitoli, con Victor Henri-Joseph Brahain Ducange;
- 1835: Le Mauvais Œil, tradition dalmate, suivi d'une nouvelle française;
- 1837: Les Templiers, 1313;
- 1838: Le Génie d'une femme;
- 1840: François de Guise, 1563;
- 1841: Le Balafré, 1572-1587;
- 1843: Le Cabinet de lecture;
- 1844: Le Béarnais;
- 1844: La Femme d'un ministre, Mme Roland. 1793;[4]
- 1845: Le Petit Roi;
- 1846: Madame Jean;
- 1847: Les Concini, 1616-1617;
- 1849: La Maréchale de Saint-André;
- 1854: Jacquot;
- 1854: M. de Beauregard;
- non datato: Hugues-le-Cadavre, mystère du XIe siècle